# Ministério das Relações Exteriores e Expatriados do Estado da Palestina
| Ministério das Relações Exteriores e Expatriados do Estado da Palestina |                         |
| Gaza https://www.mofa.ps/en/the-ministry/                               |                         |
| Criação                                                                 | abril de 2003 (22 anos) |
| O atual ministro, Riyad al-Maliki                                       |                         |
| O atual ministro, Riyad al-Maliki                                       |                         |
| Atual ministro                                                          | Riyad al-Maliki         |

O Ministério das Relações Exteriores e Expatriados do Estado da Palestina é um ministério responsável pelas relações exteriores da Palestina, desde da criação do cargo em abril de 2003 pela Autoridade Nacional Palestiniana. O atual titular é Riyad al-Maliki.
Entre 1994 e 2003 existia o cargo de Ministro do Planejamento e Cooperação Internacional, ocupado por Nabil Shaath. 

## Ministros (2003–presente)
| No. | Imagem | Nome                       | No cargo                | No cargo                | Partido                                            |
| --- | ------ | -------------------------- | ----------------------- | ----------------------- | -------------------------------------------------- |
| 1   |        | Nabil Shaath (n. 1938)     | 30 de abril de 2003     | 24 de fevereiro de 2005 | Fatah (Organização para a Libertação da Palestina) |
| 2   |        | Nasser al-Qudwa (n. 1953)  | 24 de fevereiro de 2005 | março de 2006           | Fatah (Organização para a Libertação da Palestina) |
| 3   |        | Mahmoud al-Zahar (n. 1945) | 20 de março de 2006     | 18 de março de 2007     | Hamás                                              |
| 4   |        | Ziad Abu Amr (n. 1950)     | 18 de março de 2007     | 17 de junho de 2007     | Independente                                       |
| 5   |        | Salam Fayyad (n. 1952)     | junho de 2006           | julho de 2007           | Terceira Vía                                       |
| 6   |        | Riyad al-Maliki (n. 1955)  | julho de 2007           | atualmente              | Frente Popular para a Libertação da Palestina      |

## Governo em Gaza
Paralelamente, em março de 2011, o primeiro-ministro da Faixa de Gaza, Ismail Haniya, nomeou seu próprio ministro das Relações Exteriores, Mohammed Awad. No ano seguinte, Haniya assumiria o cargo, nomeando Ghazi Hamad como vice-ministro das Relações Exteriores.

## Ataques na sede
Em junho de 2006, Israel atacou duas vezes o escritório do ministério na cidade de Gaza. Os ataques foram uma resposta à captura de um soldado israelense semanas antes.